# Divriği
Divriği es una ciudad y un distrito de la provincia de Sivas en Turquía. Corresponde a la ciudad pauliciana y bizantina de Tefrique. 
Posee, en particular, una Gran mezquita y un hospital, los dos inscritos en la lista del patrimonio mundial de la Unesco.